# آی‌سی‌دی-۱۰-سی‌ام
اصلاحات بالینی-آی‌سی‌دی-۱۰ (ICD-10-CM) مجموعه‌ای از کدهای تشخیصی پزشکی در ایالات متحده آمریکا است که توسط طبقه‌بندی بین‌المللی آماری بیماری‌ها استفاده می‌شود. این فهرست توسط یکی از بخش‌های وزارت بهداشت و خدمات انسانی ایالات متحده، به عنوان اقتباسی از ICD-10 با مجوز سازمان بهداشت جهانی توسعه یافته است. در سال ۲۰۱۵، ICD-10-CM جایگزین ICD-9-CM به عنوان طبقه‌بندی اجباری فدرال شد. این فهرست هر ساله به‌روزرسانی می‌شود.

## توسعه
از سال ۱۹۷۹، ایالات متحده به کدهای ICD-9-CM برای برنامه‌های مدیکر و مدیکید به این فهرست نیاز داشت و در ادامه نیز بقیه صنعت پزشکی در ایالات متحده از این روش پیروی کردند. در ۱ ژانویه ۱۹۹۹، استفاده از ICD-10 (بدون پسوند بالینی) برای گزارش پزشکی قانونی و علت مرگ به تصویب رسید، با این حال، ICD-9-CM همچنان برای طبقه‌بندی بیماری‌ها استفاده می‌شد.
در آن زمان، مرکز ملی آمار سلامت ایالات متحده (NCHS) از WHO مجوز ایجاد یک اصلاح بالینی ICD-10 را دریافت کرد.
ICD-10-CMفهرست ICD-10 را به روش‌های زیر تطبیق داد:
- اجازه گرفتن اطلاعات برای برخوردهای مراقبت سرپایی و مدیریت شده
- کدهای آسیب‌شناسی موجود بیماری
- کدهای تشخیص/علائم را ترکیب کنید تا تعداد کدهای مورد نیاز برای توصیف کامل یک مشکل
- طبقه‌بندی‌های ششم و هفتم
- طبقه‌بندی‌های مخصوص جانبی
- طبقه‌بندی را برای افزایش دانه بندی داده‌ها

## پذیرایی
پذیرش کدهای ICD-10-CM در محتوای پزشکی کند بود. در ۲۱ آگوست ۲۰۰۸، وزارت بهداشت و خدمات انسانی ایالات متحده (HHS) مجموعه کدهای جدیدی را پیشنهاد کرد تا برای گزارش تشخیص‌ها و روش‌های مربوط به تراکنش‌های مراقبت‌های بهداشتی استفاده شود. بر اساس این پیشنهاد، مجموعه کدهای ICD-9-CM با مجموعه کدهای ICD-10-CM جایگزین خواهد شد که از ۱ اکتبر ۲۰۱۳ به اجرا درآمد. در ۱۷ آوریل ۲۰۱۲، وزارت بهداشت و خدمات انسانی (HHS) قانون پیشنهادی را منتشر کرد که تاریخ انطباق برای ICD-10-CM و PCS را ۱۲ ماه - از ۱ اکتبر ۲۰۱۳ تا ۱ اکتبر ۲۰۱۴ به تعویق می‌انداخت. کنگره همچنین تاریخ اجرا را تا ۱ اکتبر ۲۰۱۵ به منتقل و بدون بحث بر سر اعتراضات و انتقاداتی بسیاری که به آن شد در لایحه «دک فیکس» درج شد.

## تغییرات
در ۱ اکتبر ۲۰۱۵، ICD-10-CM جایگزین جلد ۱ و ۲ ICD-9-CM شد و ICD-10-PCS جایگزین جلد ۳ شد.

### بررسی سالانه
مجموعه کد ICD-10-CM هر سال بررسی می‌شود. به استثنای چهار کد که از اول آوریل ۲۰۲۲ لازم الاجرا بودند. کد تنظیم شده برای سال مالی ۲۰۲۳ در مورد ترخیص و برخورد بیماران بین ۱ اکتبر ۲۰۲۲ و ۳۰ سپتامبر ۲۰۲۳ (شامل) اعمال گردید.